# Alexandra Daddario
Alexandra Anna Daddario (Nova Iorque, 16 de março de 1986) é uma atriz norte-americana. É atriz desde os 16 anos, quando estreou na novela All My Children. Tornou-se conhecida por interpretar Annabeth Chase na série de filmes Percy Jackson e também pelo papel de Lisa Tragnetti na minissérie True Detective. Também protagonizou o filme Texas Chainsaw 3D (2013), no papel de Heather Miller. No final de 2012, fez uma participação no videoclipe da música "Radioactive", da banda Imagine Dragons. Em 2015, estrelou o filme de aventura San Andreas, ao lado de Dwayne Johnson, Colton Haynes e Carla Gugino. Em 2017, estreou ao lado de Johnson, Zac Efron, Kelly Rohrbach e Priyanka Chopra a adaptação cinematográfica de Baywatch.

## Criação e Família
Alexandra Daddario nasceu na cidade de Nova York e foi criada no bairro nobre de Upper East Side, do condado de Manhattan; seus pais Christina Daddario e Richard Daddario são advogados. Ela é descendente de italianos e irlandeses por parte de pai e checoslovaca por parte da mãe. Seu avô, Emilio Q. Daddario, era advogado e político em Connecticut. Ela é  a primogênita de três filhos, seus irmãos se chamam: Catharine Daddario e Matthew Daddario, ambos também são atores; com Matthew sendo reconhecido por ser um dos protagonistas da série de televisão Shadowhunters.
Queria ser atriz desde pequena, pois sempre assistia os musicais da Broadway e se imaginava no lugar dos atores. No começo queria atuar em musicais, pois ama música e toca piano desde os oito anos, mas como ela mesma disse, não é uma das melhores cantoras do mundo, o seu interesse logo migrou para o cinema a medida que foi crescendo.
Seguir na atuação jamais foi uma carreira real em sua casa, já que os seus pais são advogados. Eles diziam que ela iria para Harvard se tornar advogada ou médica, mas não era o que ela queria e logo sua família apoiou a sua escolha. Ela mesma diz que é atriz por culpa da sua mãe, pois como Daddario era muito tímida a mãe a colocou em aulas de teatro para ajudar.

## Carreira de atriz
O seu primeiro papel na televisão surgiu até seus 16 anos em 2002, quando lhe foi reservado o papel de vítima adolescente em All My Children. Ao mesmo tempo, ela cursava o segundo ano do ensino médio na Brearley School, escola feminina tradicional na cidade de Nova Iorque.  

"Eu estava terminando meu segundo ano do ensino médio na Brearley School em Nova York. Eu não teria conseguido continuar os meus estudos lá", declarou a atriz.

Ela acabou por se transferir para a Professional Children's School, para conciliar os estudos com seu trabalho.
No início de sua carreira Daddario teve muitas dificuldades em ser aceita em papéis, talvez por sofrer de um problema conhecido como "medo de palco", e em alguns momentos até pensou em desistir de ser uma atriz.
De 2009 a 2010, apareceu como Kate Moreau na série de televisão "White Collar" do canal USA Network, a misteriosa namorada do protagonista Neal Caffrey (interpretado por Matt Bomer).
Em 2010, já tido protagonizado o filme de terror "Bereavement". No mesmo ano conseguiu um papel, ao lado de Logan Lerman e Brandon T. Jackson, no filme "Percy Jackson & the Olympians: The Lightning Thief" em que interpretou a semi-deusa Annabeth Chase, a filha da personificação da sabedoria Atena da mitologia grega. O filme foi dirigido por Chris Columbus, que adaptou o roteiro do livro O Ladrão de Raios, primeiro livro da série best-seller Percy Jackson & the Olympians, escrita por Rick Riordan.
Em 2011, ela fez parte do elenco da comédia mais recente Hall Pass (dos irmãos Bobby Farrelly e Peter Farrelly), ao lado de Owen Wilson. Daddario também conseguiu um papel recorrente na série de televisão Parenthood da NBC, como Rachel, que é contratada como recepcionista no The Luncheonette, gravadora de Adam e Crosby.
Em 2012, ela fez uma aparição na série de televisão "It's Always Sunny In Philadelphia", como Ruby Taft.
No final de 2012, Daddario estrelou o videoclipe oficial da música "Radioactive", da banda Imagine Dragons, onde atua ao lado do ator Lou Diamond Phillips.
Em 2013, estrelou o filme de terror "Texas Chainsaw 3D", ao interpretar a Heather Miller, uma garota que descobre quer sido adotada, sendo a herdeira restante da família Sawyer e uma prima direta de Leatherface. Também em 2013, estrelou mais uma vez ao lado de Logan Lerman e Brandon T. Jackson, onde novamente interpreta Annabeth, no segundo filme da série de filme de "Percy Jackson", que leva o título de "Percy Jackson: Sea of Monsters", e que foi dirigido por Thor Freudenthal, roteirizado por Marc Guggenheim e co-estrelado por Stanley Tucci e Nathan Fillion.
No início de 2014, participou da nova série de oito episódios da série "True Detective" da rede HBO, onde interpreta a personagem Lisa Tregnetti.
Em 2013, gravou Burying de Ex, dirigido por Joe Dante, no qual foi a protagonista Olívia. Além disso também dois filmes menores: Life In Text, um curta-metragem dirigido por Jessica e Laurence Jacobs. Ela apareceu em Unreachable by Conventional Means, filme dirigido por Rory Rooney, em que ela interpreta Kate, namorada do personagem de Josh Brener.
Em 2015, ocorreu a estreia do filme de ação e aventura A Falha de San Andreas, onde ela interpreta a filha dos personagens de Dwayne Johnson e Carla Gugino. No mesmo ano, ela fez uma participação especial durante três episódios da famosa série de televisão American Horror Story: Hotel, ao interpretar a dançarina Natacha Rambova; onde contracenou ao lado de Lady Gaga.
Daddario foi considerada pela revista Rolling Stone dos Estados Unidos, como um símbolo sexual. No ano de 2014, foi eleita uma das 100 mulheres mais sensuais do mundo pela revista Maxim.
Desde março de 2020, ela tem uma página oficial no YouTube, onde publica vídeos pessoais de forma semanal para interagir com os fãs, principalmente no período de isolamento social devido a pandemia de COVID-19. A sua página oficial no youtube já conta com mais de 18 milhões de assinantes.

## Filmografia

### Cinema
| Ano  | Título                                             | Papel                              | Notas                                                                                                   |
| ---- | -------------------------------------------------- | ---------------------------------- | --- |
| 2005 | The Squid and the Whale                            | Garota bonita                      | |
| 2006 | Pitch                                              | Alex                               | Curta-metragem                                                                                          |
| 2006 | The Hottest State                                  | Kim                                | |
| 2007 | The Babysitters                                    | Barbara Yates                      | |
| 2007 | The Attic                                          | Ava Strauss                        | |
| 2010 | Percy Jackson & the Olympians: The Lightning Thief | Annabeth Chase                     | Trio principal                                                                                          |
| 2010 | Bereavement                                        | Allison Miller                     | |
| 2011 | Hall Pass                                          | Paige                              | |
| 2013 | Texas Chainsaw 3D                                  | Heather Miller / Edith Rose Sawyer | Protagonista                                                                                            |
| 2013 | Percy Jackson: Sea of Monsters                     | Annabeth Chase                     | Trio principal                                                                                          |
| 2013 | Life In Text                                       | Haley                              | Curta-metragem                                                                                          |
| 2014 | Burying The Ex                                     | Olivia                             | |
| 2015 | San Andreas                                        | Blake Gaines                       | Elenco principal                                                                                        |
| 2015 | Faces Without Eyes                                 | Iris                               | Curta-metragem                                                                                          |
| 2016 | The Choice                                         | Monica                             | |
| 2016 | Baked in Brooklyn                                  | Kate                               | |
| 2017 | Baywatch                                           | Summer Quinn                       | Elenco principal                                                                                        |
| 2017 | The House                                          | Corsica                            | |
| 2017 | The Layover                                        | Kate                               | |
| 2018 | When We First Met                                  | Avery                              | |
| 2018 | We Have Always Lived in the Castle                 | Constance Blackwood                | |
| 2018 | Night Hunter                                       | Rachel                             | |
| 2019 | We Summon the Darkness                             | Alexis                             | |
| 2019 | Lost Transmissions                                 | Dana Lee                           | |
| 2019 | Can You Keep a Secret?                             | Emma Corrigan                      | |
| 2020 | Superman: Man of Tomorrow                          | Lois Lane                          | Voz estadunidense                                                                                       |
| 2020 | Lost Girls and Love Hotels                         | Margaret                           | |
| 2020 | Die in a Gunfight                                  | Mary Rathcart                      | Pós-produção; elenco Principal                                                                          |
| 2020 | Songbird                                           | May                                | |
| ?    | Happy Life                                         |                                    | Pré-produção Diretor e roteiro: David Stassen. Produção: David Stassen, Ike Barinholtz, Andrew Robinson |

### Televisão
| Ano       | Título                            | Papel                            | Episódios                               |
| --------- | --------------------------------- | -------------------------------- | --------------------------------------- |
| 2002-2003 | All My Children                   | Laurie Lewis                     | 43 episódios                            |
| 2004-2006 | Law & Order                       | Felicia / Samantha Beresford     | 2 episódios                             |
| 2005-2009 | Law & Order: Criminal Intent      | Susie Armstrong / Lisa Wellesley | 2 episódios                             |
| 2006      | Conviction                        | Vanessa                          | Episódio: "Pilot"                       |
| 2006      | The Sopranos                      | Mulher                           | Episódio: "Johnny Cakes"                |
| 2009      | Damages                           | Lily Arsenault                   | Episódio: "I Lied, Too."                |
| 2009      | Life on Mars                      | Emily 'Rocket Girl' Wyatt        | Episódio: "Let All the Children Boogie" |
| 2009      | Nurse Jackie                      | Mulher                           | Episódio: "Pilot"                       |
| 2009-2011 | White Collar                      | Kate Moreau                      | 7 episódios                             |
| 2010      | Odd Jobs                          | Cassie Stetner                   | Filme de TV                             |
| 2011-2012 | Parenthood                        | Rachel                           | 5 episódios                             |
| 2012      | It's Always Sunny in Philadelphia | Ruby Taft                        | Episódio: "Charlie and Dee Find Love"   |
| 2014      | True Detective                    | Lisa Tragnetti                   | 4 episódios                             |
| 2014      | New Girl                          | Michelle                         | 2 episódios                             |
| 2014      | Married                           | Ella                             | Episódio: "Pilot"                       |
| 2015      | The Last Man on Earth             | Victoria                         | Episódio: "Alive in Tucson"             |
| 2015      | American Horror Story: Hotel      | Natacha Rambova                  | 3 episódios                             |
| 2016      | Workaholics                       | Donna                            | Episódio: "Save the Cat"                |
| 2016      | Robot Chicken                     | Theresa Johnson / Lena           | Episódio: "Joel Hurwitz Returns"        |
| 2017      | Do You Want To See a Dead Body?   | Ela mesma                        | Episódio: "A Body and a Plane"          |
| 2019      | Why Women Kill                    | Jade                             | 10 episódios                            |
| 2021      | The Girlfriend Experience         | Tawny                            | Elenco recorrente                       |
| 2021      | The White Lotus                   | Rachel                           | Minissérie; elenco principal            |

### Videoclipes
| Ano  | Título                   | Artista         |
| ---- | ------------------------ | --------------- |
| 2012 | "Radioactive"            | Imagine Dragons |
| 2017 | "Judy French"            | White Reaper    |
| 2018 | "Wait"                   | Maroon 5        |
| 2019 | "Whenever You're Around" | Bootstraps      |

### Video game
| Ano  | Título                  | Papel                  |
| ---- | ----------------------- | ---------------------- |
| 2015 | Battlefield Hardline    | Dune Alpert            |
| 2016 | Marvel Avengers Academy | Janet Van Dyne / Vespa |

## Prêmios e indicações
| Ano  | Prêmio                                  | Categoria                                                        | Indicação                                          | Resultado | Ref.  |
| ---- | --------------------------------------- | ---------------------------------------------------------------- | -------------------------------------------------- | --------- | ----- |
| 2010 | Teen Choice Award                       | Revelação Feminina em Cinema                                     | Percy Jackson & the Olympians: The Lightning Thief | Indicado  | [ 4 ] |
| 2013 | MTV Movie Award                         | Melhor Atuação Assustada                                         | Texas Chainsaw 3D                                  | Indicado  | [ 5 ] |
| 2015 | Teen Choice Award                       | Melhor Atriz em Filme de Ação                                    | San Andreas                                        | Indicado  | [ 6 ] |
| 2017 | Teen Choice Award                       | Melhor Atriz em Filme de Comédia                                 | Baywatch                                           | Indicado  | [ 7 ] |
| 2022 | Hollywood Critics Association TV Awards | Melhor Atriz Coadjuvante em Série de TV por Assinatura           | The White Lotus                                    | Indicado  | [ 8 ] |
| 2022 | Emmy do Primetime                       | Melhor Atriz Coadjuvante em Série Limitada ou Antologia ou Filme | The White Lotus                                    | Indicado  | [ 9 ] |